# خدنگ (جیرفت)
خدنگ روستایی در دهستان اسلام‌آباد بخش مرکزی شهرستان جیرفت استان کرمان ایران است.

## جمعیت
بر پایه سرشماری عمومی نفوس و مسکن در سال ۱۳۹۵ جمعیت این مکان ۲۰۱ نفر (۶۵ خانوار) بوده‌است.

## مشاهیر
دکتر محمدرضا بهمنی خدنگ، معاون همکاری‌های علمی و فرهنگی سازمان فرهنگ و ارتباطات اسلامی